# Gällsbo Emil Olsson
Emil Olsson, född 1918, död 1981, var en riksspelman från Alfta i Hälsingland.
Olsson förde vidare folkmusiktraditionen i Voxnadalen med omnejd, med sin far Gällsbo Jonas Olsson samt Lillback Olof Olsson och Gustav Mattsson som läromästare. Han spelade och tecknade upp låtar efter dessa samt andra spelmän i trakten, till exempel Jon Ersson, Jon-Lars Olle Persson och Olles Jonke, och komponerade ett antal egna.
Olsson propagerade för bevarandet av äldre låtar och spelstilar i Hälsingland under en tid då storspelmän som Jon-Erik Öst och Jon-Erik Hall och deras moderna, mer konstmusikaliskt klingande låtar dominerade i landskapet. 
Olsson bodde från 1946 i Uppsala där han jobbade som vattenkemist. På fritiden spelade och uppträdde han ofta med sin spelkamrat Renate Persson (senare Krabbe) och deras samspel blev mycket uppskattat. Han brukade även spela med Hugo Westling under den period denne bodde i Östhammar och de framträdde bland annat i radio med låtar efter Olles Jonke samt medverkade på skivan Spelmanslåtar från Hälsingland. År 1969 erhöll han Zorns silvermärke "för stilfullt och traditionsbevarande spel av äldre hälsingelåtar".
Bland nutida spelmän inom låtområdet finns Renate Krabbe, Ulf Störling, Vänster-Olle Olsson (son till "Olles Jonke"), Leif Elving och Hanna Tibell.

## Diskografi
- 1968 – Spelmanslåtar från Hälsingland (med Sven Härdelin, Thore Härdelin (d.y.) och Hugo Westling)
- 1972 – Spelmansstämma i Delsbo (album med låtbidrag från olika spelmän)
- 1980 – Du spelman, folkmusik hemma hos (album med låtbidrag från olika spelmän från radioprogrammet Du spelman SR P2)

## Radioframträdanden
- 196? - Låtar efter Olles Jonke, Lillback Olle och Lillback Anders Olsson (SR, tillsammans med Hugo Westling)
- 1979 - Du spelman, folkmusik hemma hos... (SR P2, programledare Ville Roemke)

## Andra inspelningar
- Ett antal icke utgivna inspelningar på Svenskt visarkiv

Ett antal privatinspelningar med Gällsbo Emil Olsson och Renata Krabbe från spelmansstämman i Hassela existerar. Totalt ett par timmars speltid.

## Musikalbum med låtar av och efter Gällsbo Emil
- Elvings Spelmanskapell: "Lila låtar av Gällsbo Emil Olsson"
- Hanna Tibell: "Solo"
- Gällsbo Emil Olsson och Renate Krabbe: "Hälsingen" - 24 låtar av Gällsbo Emil Olsson  (digitaliserade originalinspelningar från 1970-talet)